# 八月の光
『八月の光』（はちがつのひかり、原題：英語: Light in August）は、ウィリアム・フォークナーの長篇小説。いわゆるヨクナパトーファ・サーガの一作で、禁酒法時代のミシシッピ州の架空の土地「ヨクナパトーファ郡ジェファソン」を舞台に、アメリカ合衆国南部の社会における人種間軋轢を掘り下げている。ヨクナパトーファ・サーガの中では第5作目である。この小説は1932年に発表された。
1998年、出版社「モダンライブラリー」は20世紀の英語小説100傑の第54位に『八月の光』を挙げた。雑誌「タイム」は「1923年から2005年の英語小説100傑」の中に『八月の光』を挙げた。

## 原題について
フォークナーは当初題名を『暗い家』（Dark House ）としようと考えていた。これはその4年後に出版された『アブサロム、アブサロム!』執筆時の題でもあった。フォークナーが露台（ポーチ）で座っているときに、彼の妻が八月という月の南部の光が持つ異様な性質について感想を述べたと想像されている。フォークナーは原稿の置いてある机に走り、当初の題名を消して『八月の光』と書き直した。しかし、小説の筋は恐らく、光と八月という月が果たす象徴的な役割を与えられた創作である。
フォークナー自身はその由来を次のように語っている。
| 「 | ミシシッピ州の八月には、月の半ばごろ、とつぜん秋の前触れのような日がやってくる。暑さが落ちて、大気に満ちる光は、今日の太陽からくるというよりも、古代ギリシアのオリンポス山あたりから差しこんでくる感じになる。......しいて言えば、この"古代そのもののような光"は......子を産むために世間体や宗教的倫理などを気にしない女リーナと結びつくかもしれない。 | 」 |

## 小説の構成
この小説の構成は3つの関連ある筋が絡み合っている。最初の筋は若い身重の女性リーナ・グローヴの話であり、これから生れる子供の父親であるルーカス・バーチを見つけようとしている。そのために生れ故郷を離れジェファソンまで数百マイルの道を歩いてくる。ジェファソンでは製板工場の従業員バイロン・バンチに助けられる。バンチはリーナに恋し、結婚できることを期待する。リーナの筋が狂言回しの役目となり、他の2つの筋、すなわち謎の男ジョー・クリスマスの筋と元牧師で町とは隔絶された生活をしているゲイル・ハイタワーの筋の骨格を与えて行くことになる。
21の章で構成されているが、章毎に話者が入れ替わり、最初は章間の関連性や人間関係を理解することが難しいが、次第に3つの筋が一つの話に収斂し、相互に結び付けられていくことになる。フォークナーの作品の中で最も難解とされる『響きと怒り』に比べれば、文体も語り方も平明であり、理解しやすい作品となっている。
この小説は個人の感情を明かすために必要な「意識の流れ」と呼ばれる手法などヨーロッパ文学の文体論や慣例の影響を受けている。話の筋は順序だってはおらず、しばしば長い過去の叙述が挿入される。筋の焦点は常にある人物から別の人物に移り変わる。フォークナーが人物の声の信憑性を高めるために使う内的独白も多く使われ、原文ではイタリック体で示される。新しい登場人物の過去は初めは不明だが、筋を追っていけばその情報が明らかになっていくように組まれている。

## あらすじ
『八月の光』はアラバマからミシシッピまで4週間歩いてきたリーナの話で始まる。アラバマでリーナは20歳年の違う兄の家に住んでいたが20歳のときにルーカス・バーチと出遭い、妊娠する。その後間もなくバーチは出奔し、臨月の近くなったリーナは兄の家から抜け出して、バーチが居ると聞いたミシシッピを目指す。道中様々な人に助けられながらジェファソンまで辿りつく。途中で教えられた製板工場に行くとバイロン・バンチと出会う。リーナはバンチの口からその製板工場で働いていたジョー・クリスマスとジョー・ブラウンという男達の名前を聞き、ブラウンの方がバーチである可能性に思い至る。バンチはリーナに一目惚れしてしまう。
ジョー・クリスマスは小説が始まる時点の3年前にジェファソンに来て、製板工場で職を得ていた。その職に就いたのは違法なアルコール販売業の隠れ蓑のためのものだった。クリスマスは元強力な奴隷制度廃止論一家の末裔である中年女性ジョアナ・バーデンと性的関係にある。ジョアナは先祖から続く奴隷解放の戦いを継続し、クリスマスと同様ジェファソンの社会からは疎外された存在になっていた。
ジョアナのクリスマスとの関係は異様な状況で始まった。クリスマスは24時間何も食べていなかったので、食料を盗むためにジョアナの家に忍び込んだときが始まりだった。ジョアナは性的な鬱憤と更年期の始まりのために、宗教に転じるようになる。このことがクリスマスにとっては不満になっている。クリスマスは、少年の頃に宗教に凝り固まっている里親に虐待されており、その家から飛び出してきた過去があった。ジョアナとクリスマスの関係が頂点に達したとき、ジョアナはクリスマスを銃で脅しながら、クリスマスが黒人の血を引いていることを公に認め、黒人の法律会社に参加するように強いる。ジョアナはその後直ぐに殺される。その喉が掻き切られ、頭部が落ちそうなくらいになる。その遺体は殺人の証拠を消すために火をつけられた家の中で燃えるままにされてしまう。この殺人はクリスマスが犯したと考えられるが、小説の中では明確に語られない。ルーカス・バーチすなわちジョー・ブラウンが火をつけたようにも見える。炎の中からジョアナの遺体を運び出した通りすがりの農夫が燃える家の中でバーチを見つけたので、最初はバーチが殺人の容疑者となる。バーチは闇酒販売でクリスマスの相棒であり、同性愛の可能性も示唆されている。
バーチの証言によって、クリスマスは隣町で捕まる。クリスマスは裁判が行われる日に逃亡するが、パーシー・グリムという州兵に撃たれ、かつ去勢される。
3つ目の筋のゲイル・ハイタワー牧師は南軍に参加した祖父の活躍が強迫観念となっている。祖父は農家の納屋から鶏を盗もうとしていた時に殺されていた。ハイタワーはその祖父について説教を行うことや、個人生活に関して醜聞を起こしたことのために地域社会から疎外されている。彼の妻が不倫を犯した後に自殺しており、そのことがきっかけとなって牧師の職を解かれ町の除け者にされた。ハイタワーの過去を問題にしない唯一の人物がバイロン・バンチであり、しばしばハイタワーの家を訪れている。バンチはハイタワーに収監されたジョー・クリスマスのアリバイについて偽証するよう求めるが、ハイタワーは断る。クリスマスが警察の留置所から逃げ出し、ハイタワーの家に駆け込んで隠れようとする。この時ハイタワーはバンチの提案に従ってクリスマスのアリバイを主張しようとするが、時既に遅く、パーシー・グリムが背後に迫っていた。その後ハイタワーは家の中でただ一人過去の追想に耽り、自身の死に備える。
クリスマスが逃亡する前に、ハイタワーはブラウンとクリスマスが生活していた黒人小屋でリーナの赤ん坊を取り上げる。バンチはブラウンがリーナと赤ん坊に会えるよう手配する。しかしブラウンはそこに入ってリーナ達を見ると、直ぐにまた逃げ出す。バンチがブラウンの後を追い、喧嘩となるが、バンチが負ける。ブラウンは走っている列車に飛び乗って再び逃亡する。この小説の最後の章では、無名の男がテネシーに向かう旅の途中で拾い上げた2人の奇妙な男女についてその妻に語っている。片方の女性は赤ん坊を抱いており、男の方は明らかにその赤ん坊の父親ではなかった。二人はブラウンを探して当ての無い旅を続けるリーナとバンチであり、最後はテネシー州で車を降りる。

## 登場人物
- リーナ・グローヴ - 本作の主人公の一人。20歳。アラバマ州の生まれ。ルーカス・バーチに捨てられたが、バーチを探すために身重の体でミシシッピ州ジェファソンまで歩いて来る。ジェファソンで赤ん坊を出産する。バーチと再会できるが、バーチはまたも逃亡し、リーナはバーチを探す旅を続ける。
- バイロン・バンチ - ジェファソンの製板工場で働いている男。35歳。まじめな性格で、ゲイル・ハイタワーの唯一の話し相手。リーナに一目惚れし、何かと世話を焼く。バーチが再度逃げ出した後は、リーナと旅に出る。リーナに結婚を申し込むが相手にされない。
- ルーカス・バーチ（ジョー・ブラウン） - リーナを捨てたあとはジェファソンに来て、ブラウンと名のり製板工場で働きながら、ジョー・クリスマスの酒の密売を手伝う。クリスマスの秘密を知り、クリスマスが殺人を犯した後は、その告発者になる。賞金を貰えるはずだったが、リーナと再会したあとに逃亡する。
- ジョー・クリスマス - クリスマスの夜に孤児院の前に捨てられていたことからその人生が始まる。33歳。青年の頃に養父のサイモン・マッケカンを殴り倒して家出し、放浪の後にジェファソンの製板工場で働くようになる。零落した家系のミス・バーデンと性的関係を持つが、口論の末にミス・バーデンを切り殺す。逃亡後に捕まるが、再度逃亡を図り、最後はパーシー・グリムに射殺される。
- ユーフューズ・ハインズ - 別名ドック爺さん。ジョー・クリスマスの祖父。黒人の伝道集会を開いていた。娘が黒人の血を引く子供を生んだと信じ込み、最後までクリスマスを呪い続ける。
- ハインズ夫人 - 夫に生まれたてのクリスマスを連れて行かれ、30年以上も会えないままだった。クリスマスを戻してもらうためにゲイル・ハイタワーに偽証を依頼するが断られる。
- サイモン・マッケカン - ジョー・クリスマスを孤児院から引き取って育てた養父。宗教に凝り固まった態度でクリスマスに接したが、逆にクリスマスに宗教に対する反発心を与えてしまう。
- ジョアナ・バーデン - 44歳。南部の旧家の生まれ。黒人達を援助していて殺害された父親の遺志を継いで、黒人達の援助者となるが、白人社会からは疎外されている。クリスマスと出遭い初めて肉体の世界を知る。クリスマスに自分の望むところを強制しようとするが、逆に殺される。
- ゲイル・ハイタワー - 南北戦争で活躍した祖父を持つ。牧師となりジェファソンへの赴任を希望して叶えられる。妻の不倫と自殺によって町から見放され、牧師を辞めて一人住まいを続ける。バイロン・バンチにのみ心を開いている。バンチの頼みを一旦は断るが、ジョー・クリスマスの最後の時に救おうとする。
- パーシー・グリム - 第一次世界大戦に出征するには若すぎたことを悔やむ州軍の若い大尉。逃亡したクリスマスを追跡し殺す。

## 作品の分析

### 孤独感、疎外感、実存主義、決定論
この作品の主題はおそらく孤独感である。リーナ、クリスマス、ハイタワー、バンチおよびジョアナは全て様々な程度に孤独である。クリスマスは自分の目的あるいはアイデンティティを探求する実存主義的人物と見ることもできる。クリスマスは犠牲者であり、物としてみなされ、実際に無力である。ハイタワーが社会から身を引きそこに戻ろうとしないのはクリスマスとの対照として読むこともできる。同様にリーナの天真爛漫さもクリスマスと対照をなしている。

### キリスト教
ジョー・クリスマスはクリスマスの日に孤児院のまえに捨てられていたことから名付けられており、イエスの生誕を象徴する明らかに示唆的な名前になっている。この小説には66人の人物が登場し、聖書には66の書がある。クリスマスの33歳の死は昇華と静謐の中で語られている。クリスマスが隠れていた木製テーブルを貫通したパーシー・グリムの5発の銃弾は、十字架に打ち込まれた釘に似ている。リーナとその父の居ない赤ん坊は聖母マリアとイエス・キリストを想起させる。バイロン・バンチはナザレのヨセフのように振る舞い、ルーカス・バーチの代わりに父親役を務める。キリスト教のイメージが全編を通じて垣間見られる。
フラスバ（Hlavsa）の著作『フォークナーと現代小説徹底研究』（Faulkner and the Thoroughly Modern Novel）で詳述されるように、この小説には21の章があり、これはヨハネによる福音書と同じである。小説の各章はヨハネによる福音書の主題に対応している。例えば、ヨハネの福音書の有名な冒頭句「初めに、ことばがあった。ことばは神とともにあった。」は、リーナが赤ん坊の父親であるルーカス・バーチの「ことば」を執拗に信じていることにあたる。ヨハネの福音書の第5章で足の萎えた人を浸水によって癒すことは、ジョーが繰り返し液体の中に浸かることに表されている。ヨハネの福音書の第7章でイエスが宮で教えることは、マッケカンがジョーに公教要理を覚えさせようとすることに反映される。最も重要なのはヨハネの福音書の19章でキリストの磔が行われるところであり、この小説の19章でもジョー・クリスマスが殺され、去勢される。
フォークナー自身は1949年に出版された『大学でのフォークナー』という書物の中の質疑応答で、クリスマス＝キリスト説を否定している。クリスマスは自分が白人か黒人か分からぬままに社会から自己疎外しようとした悲劇的人物だと説いた。さらに「この物語はリーナ・グローヴから生れたのです。何ひとつ持たぬ妊娠した若い娘がその愛人を探し出そうと決心して出かけてゆく、というのが発想の元でした。女性というものの持つ勇気と忍耐強さ - それへの感嘆からあの物語は始まったのです。語り進むにつれて、私はあれこれ深入りしましたが、しかしこれは主としてリーナ・グローヴの物語なのです」と語っている。

### 女嫌い、同性愛
クリスマスの女性との関係は厳密には機能不全である。かれは暴力的な言葉でのみ関係を理解し実行する。実際にこのことは他の登場人物についても程度は劣るが当てはまる。同性愛であるということも想像することができ、またジョーの女性との関係は矛盾していると言う者もいる。ジョーは女性が彼を泣かせようとする存在に過ぎないと考える。

### 人種問題
クリスマスの人種的アイデンティティ（あるいはその欠如）はアイデンティティに関するより大きなテーマの一部に過ぎない。クリスマスに流れている黒人の血は、彼に対する他人の挙動によって定義され、彼の誕生以来その体と行動に染み付いてきたある種の原罪を表している。黒人であることは地獄のようなイメージに結び付けられ、ある種の不純と神からの隔絶となる。このことはヨーロッパ人と同じ外観であるクリスマスにとっては特に問題であるが、クリスマスはアフリカ人の血を引いているという確証は持っていない。クリスマスは常にその生活を旅しながら生きており、所属しているとは考えられない白人社会から逃避している。その動かしがたい宿命の深さを白人の社会は理解できないために、その純潔と見られる社会を憎んでいる。彼の人種的アイデンティティとされるものは彼が忌み嫌うと共に心にしまっておく秘密のように見える。彼はしばしば自分が黒人であると人々に語り、人々が驚き、憐れみ、あるいは嫌悪に満ちた反応をするのを楽しんでいるように見られる。
フォークナーはジョアナとハイタワーという人物を通じて「人種差別の呪い」という概念を探索してもいる。二人共黒人に対する同情心から社会に阻害され脅かされているが、2人共ジェファソンに留まる道を選んでいる。

## 日本語訳
- 『世界文学全集45 フォークナー 八月の光』高橋正雄訳、河出書房新社 1961年（新版刊）
- 『八月の光』加島祥造訳、新潮社 1964年／新潮文庫 1967年、改版2000年 ISBN 4102102019
- 『フォークナー全集9　八月の光』須山静夫訳、冨山房、1968年（新版刊） ISBN 4572008035
- 『八月の光』諏訪部浩一訳、岩波文庫（上下）、2016年
- 『八月の光』黒原敏行訳、光文社古典新訳文庫、2018年